# Vacrothele palpator
Vacrothele palpator is een spinnensoort uit de familie Macrothelidae. De soort komt voor in China en Hongkong.